# Chcípni, hipíku, chcípni
Chcípni, hipíku, chcípni (v anglickém originále Die Hippie, Die) je druhý díl deváté řady amerického animovaného televizního seriálu Městečko South Park.

## Děj
Jak je známo, Cartman po celou dobu seriálu nesnáší hipíky. Konečně se rozhodl, že se jich zbaví. Začíná chodit po městě a postupně se jich zbavovat. Jeho plán ale začne být složitější, když starostka ve městě povolí Woodstocský koncert.